# Distretto di Bistrița-Năsăud
Il distretto di Bistrița-Năsăud ('bis.tri.ʦa nə.'sə.ud; in romeno Județul Bistrița-Năsăud, in ungherese Beszterce-Naszód) è uno dei 41 distretti della Romania. È situato nella regione della Transilvania e la sua capitale è Bistrița.

## Centri principali
| Comune                  | Abitanti |
| ----------------------- | -------- |
| Bistrița                | 83 039   |
| Beclean                 | 11 369   |
| Năsăud                  | 10 938   |
| Sângeorz-Băi            | 10 793   |
| Feldru                  | 7 712    |
| Maieru                  | 7 681    |
| Prundu Bârgăului        | 6 565    |
| Rodna                   | 6 378    |
| Tiha Bârgăului          | 6 390    |
| Telciu                  | 6 269    |
| Lechința                | 6 114    |
| Teaca                   | 6 015    |
| Dati del 1º luglio 2007 |          |

## Geografia antropica

### Suddivisioni amministrative
Il distretto è composto da 1 municipio, 3 città e 58 comuni.

#### Municipi
- Bistrița

#### Città
- Beclean
- Năsăud
- Sângeorz-Băi

#### Comuni
- Bistrița Bârgăului
- Braniștea
- Budacu de Jos
- Budești
- Căianu Mic
- Cetate
- Chiochiș
- Chiuza
- Ciceu-Giurgești
- Ciceu-Mihăiești
- Coșbuc
- Dumitra

- Dumitrița
- Feldru
- Galații Bistriței
- Ilva Mare
- Ilva Mică
- Josenii Bârgăului
- Leșu
- Lechința
- Livezile
- Lunca Ilvei
- Maieru
- Matei

- Măgura Ilvei
- Mărișelu
- Miceștii de Câmpie
- Milaș
- Monor
- Negrilești
- Nimigea
- Nușeni
- Parva
- Petru Rareș
- Poiana Ilvei
- Prundu Bârgăului

- Rebra
- Rebrișoara
- Rodna
- Romuli
- Runcu Salvei
- Salva
- Sânmihaiu de Câmpie
- Șieu
- Șieu-Măgheruș
- Șieu-Odorhei
- Șieuț

- Șintereag
- Silivașu de Câmpie
- Spermezeu
- Șanț
- Târlișua
- Teaca
- Telciu
- Tiha Bârgăului
- Uriu
- Urmeniș
- Zagra